# 下井隆史
下井 隆史（しもい たかし、1932年 - ）は、日本の法学者。専門は労働法。学位は、博士（法学）（神戸大学・1992年）。神戸大学名誉教授、大阪学院大学名誉教授。元日本労働法学会代表理事。

## 人物・経歴
東京府生まれ。1951年京都府立西舞鶴高等学校卒業。1956年神戸大学法学部卒業。1958年同大学院法学研究科修士課程修了。
熊本商科大学助手。1959年同専任講師。1964年同助教授。1965年神戸商科大学教授。1970年甲南大学法学部教授。1974年同法学部長。1974年北海道大学法学部教授。1982年神戸大学法学部教授。1983年法務省司法試験考査委員。1990年同法学部長。1991年から1994年まで放送大学客員教授。1992年神戸大学より博士（法学）の学位を取得、1992年法務省司法試験考査委員。1994年日本労働法学会代表理事、神戸大学附属図書館長。1996年定年退官、神戸大学名誉教授、大阪学院大学法学部法学科教授。2004年同法科大学院教授。2014年法科大学院募集停止に伴い退職。同名誉教授。
2011年11月瑞宝中綬章受章。
子息に行政法学者の下井康史がいる。

## 著作

### 著書
- 『労働基準法入門』総合労働研究所 1975年
- 『労働法を学ぶ人のために』（久保敬治と共著）世界思想社 1975年、増補版 1982年、増補 1984年
- 『労働法再入門』（保原喜志夫, 山口浩一郎と共著）有斐閣 1977年
- 『労働基準法』日本労働協会 1978年
- 『コンメンタール労働基準法』（共著）有斐閣 1979年
- 『労働組合法の理論課題 : 久保敬治教授還暦記念論文集』（浜田富士郎と共編）世界思想社 1980年
- 『論点再考労働法』（保原喜志夫,山口浩一郎と共著）有斐閣 1982年
- 『国営・公営企業の労働関係法』（安枝英訷, 香川孝三ほかと共著）有斐閣 1985年
- 『労働契約法の理論』神戸大学研究双書刊行会 1985年
- 『ワークブック労働法 : 設問と解説』（山口浩一郎と共編）有斐閣 1988年
- 『雇用関係法』有斐閣 1988年
- 『労働基準法』有斐閣 1990年、第2版 1996年、第3版 2001年、第4版 2007年、第5版 2019年
- 『労働法』放送大学教育振興会 1991年
- 『労使関係法』有斐閣 1995年
- 『労働法』有斐閣 1998年、第2版 2000年、第3版 2003年、第4版 2009年
- 『労働法の基本問題 : 沼田稲次郎先生還暦記念 下巻』（沼田稲次郎先生還暦記念論文集発起人会編, 共著）総合労働研究所 1974年
- 『企業のための労働契約の法律相談』（松下守男, 渡邊徹, 木村一成と共編）青林書院 2011年

### 訳書
- デオドール・トーマンドル著『オーストリア労使関係法』（西村健一郎, 村中孝史と共編訳）信山社 1992年

### 記念論文集
- 西村健一郎ほか編集代表『新時代の労働契約法理論 : 下井隆史先生古稀記念』信山社 2003年